# Шурхал, Сергей Павлович
Сергей Павлович Шурхал (укр. Сергій Павлович Шурхал; 24 мая 1940, Украинская ССР — 3 декабря 2022) — советский и украинский тренер по лёгкой атлетике, Заслуженный тренер Украины. Среди его воспитанников — метатели копья Василий Ершов (участник Олимпийских игр 1976), Анна Гацко-Федусова (участница Олимпийских игр 2012). На протяжении многих лет возглавлял СДЮСШОР «Металлург» комбината Запорожсталь.